# Дорћол Platz
Дорћол Platz је простор у Добрачиној улици на Доњем Дорћолу у Градској општини Стари град. Осмишљен је као комуна за уметнике различитих профила, као и разноврсне културно-уметничке програме.

## Настанак и развој
је настао као удружење грађана, око Арт комуне, коју је покренуло неколико уметника. Простор је обезбеђен рестаурацијом дворишта и хангара некадашњег предузећа Минелтранспорт, чији је банкрот проглашен 2016. године, након стечајног поступка. Деловање удружења усмерено је ка подстицању уметника, појединаца и заинтересованих група у креативном стваралаштву.
У адаптираном простору омогућено је одржавање различитих културно-уметничких програма, укључујући изложбе, представе, концерте и радионице. Поред велике хале, у оквиру које ради кафић, у дворишту је осмишљена и играоница Кликер, намењена деци. Од оснивања, на простору Дорћол плаца одржавају се Hand Made Festival, Фестивал чоколаде, као и Дорћолски бувљак, док је, у међувремену, премијерно изведено више позоришних представа.
Арт комуна је регистрована 15. септембра 2014. године, као друштво са ограниченом одговорношћу за делатности у оквиру извођачке уметности.

## Наступи иностраних музичких извођача
- 24. новембар 2016 —  Шари Вилијамс [12]
- 8. јун 2017 —   +   [13]
- 16. јун 2017 —  Скот Х. Бајрам +  Џејмс Лег +   [14] (у оквиру Бугалу фестивала)
- 17. јун 2017 —   +   +   [14] (у оквиру Бугалу фестивала)
- 16. март 2018 —  Дон Антонио [15]
- 3. мај 2018 —  Гордон Рафаел + The Half Full Flashes [16]
- 13. мај 2018 —   [17]
- 6. јун 2018 —   [18]
- 24. октобар 2018 —  Гвин Ештон [19]
- 25. октобар 2018 —   [20]
- 16. новембар 2018 —   [21]
- 30. новембар 2018 —   [22]
- 24. новембар 2019 —   [23]
- 25. новембар 2019 —  Џејмс Лег +   [24]